# Qijiangia
Qijiangia, rod izumrlih člankonožaca iz razreda Trilobita koji su živjeli u periodu gornjeg ordovicija. Imenovali su ga Xiang i Ji (1987) prema lokalitetu u Kini gdje su pronađeni fosili.
Jedina poznata i opisana vrsta je Qijiangia szechuanensis Xiang & Ji 1988.